# Irecê
Irecê és una ciutat brasilera de l'estat de Bahia, és localitzat en la zona fisiogràfica de la Chapada Diamantina septentrional, a 478 quilòmetres de Salvador. Seva població segon el cens 2020, s'estima en 73.524 habitants. El municipi possueix una área territorial de 319,028 km².
El municipi fou fundat en 1933, sent desmembrat de Morro do Chapéu i el seu punt destacat econòmic és la plantació de mongetes.